# Mikhaïl Pletniov
Mikhaïl Vassílievitx Pletniov (en rus: Михаи́л Васи́льевич Плетнёв, Arkhànguelsk, Rússia, 14 d'abril de 1957) és un pianista, director d'orquestra i compositor rus.
Va entrar a l'Escola Central de Música als 13 anys, i el 1974 va ingressar al Conservatori de Moscou, on va tenir com a professors als pianistes i mestres Jacob Flier i Lev Vlàssenko. Als 21 anys va guanyar la medalla d'or del VI Concurs Internacional Txaikovski, amb el qual va guanyar reconeixement internacional i va atreure l'atenció a tot el món. L'any següent, el 1979, va debutar als Estats Units. També feia classes al Conservatori de Moscou, on entre els seus alumnes tingué en Sergei Babayan.
El 1988 va ser convidat a actuar en la conferència de superpotències a Washington DC En aquesta conferència va conèixer i va fer amistat amb Mikhaïl Gorbatxov. Gràcies a aquesta amistat va aconseguir suports per fundar dos anys després l'Orquestra Nacional Russa el 1990, la primera orquestra no finançada pel govern a Rússia des de 1917, de la qual es va convertir en director principal. Va deixar el càrrec a finals dels anys 90, i en l'actualitat n'és el seu director artístic.
Els seus enregistraments consisteixen fonamentalment en obres russes. Els primers treballs que va gravar van ser orquestrals, incloent-hi La bella dorment, la Simfonia núm. 6 i la Simfonia Manfred de Txaikovski, i les Simfonies núm 2 i 3 de Rakhmàninov. Totes elles van ser ben rebudes pels crítics. El seu repertori al piano és també molt extens, incloent-hi obres com Les estacions, moltes sonates de Scarlatti, Quadres d'una exposició, i les seves pròpies transcripcions de les suites de El Trencanous i La bella dorment.
Pletniov té un contracte exclusiu amb Deutsche Grammophon des de 1996.